# The Moog Cookbook
The Moog Cookbook è un gruppo statunitense di musica elettronica, lounge ed easy listening, formatosi negli anni novanta.

## Storia
Il gruppo è formato dai due musicisti statunitensi Brian Kehew and Roger Joseph Manning Jr., sotto lo pseudonimo di "Uli Nomi" e "Meco Eno", e vuole essere un tributo e al contempo una parodia, degli album di cover al moog che venivano pubblicati nei tardi anni sessanta e primi anni settanta.
Il nome della formazione deriva da un libro di ricette di cucina del 1978, Moog's Musical Eatery, scritto da Shirleigh Moog, la prima moglie del pioniere del sintetizzatore Robert Moog.
Il duo suona utilizzando esclusivamente sintetizzatori analogici, specialmente Moog. Nelle note del primo album The Moog Cookbook si dichiara: «Nessun sintetizzatore MIDI per dimostrare che suonano con le mani anziché utilizzare sequenze al computer, che è cosa ormai comune nella musica al sintetizzatore».
The Moog Cookbook hanno pubblicato due album a metà anni novanta contenenti cover realizzate con vecchi synth analogici di rock alternativo e rock classico. Il duo si riforma nel 2004 per registrare un brano per la colonna sonora del film Moog.
Nel 2006 il duo pubblica indipendentemente una raccolta di materiale registrato durante le prime sessioni come parte di altri progetti. Questo album si intitola Bartell.

## Discografia

### Album
- 1995 - The Moog Cookbook (Restless Records, CD)
- 1997 - Ye Olde Space Bande (Restless Records, CD)

### Colonne sonore
- 2004 - Moog

### Raccolte
- 2006 - Bartell